# Pedro Ramírez Ramos
Pedro Ramírez Ramos (*  México - † 18 de noviembre de 1997 en Guadalajara, Jalisco, México) fue un comerciante y deportista mexicano que fungió como presidente del Club Deportivo Guadalajara en 1941.

## Biografía
Se casó con  María de la Luz Orozco y Orozco el 8 de septiembre de 1945 y producto de esta relación nacieron sus hijos Fernando, Juan, María Elena, Jorge, Javier, Rosario, María de la Luz, Elisa y Guadalupe. Fue fundador y gerente de las sastrerías La Económica. Murió el 18 de noviembre de 1997.